# التأمل والألم
دراسة التأمل والألم هي دراسة تتناول الآليات الفسيولوجية الكامنة وراء التأمل، وتحديدًا مكوناته العصبية، التي تُوظف في تقليل الإحساس بالألم.
التأمل هو أسلوب سلوكي مُمارس من ألاف السنين لضبط الانفعال والانتباه وتنظيمهما. وبوجه عام ، يمكن تصنيف التأمل في واحدة من أربع ممارسات (الممارسات الرسمية) وهم: تركيز الانتباه أوفتح الرصد أو الرحمة أو الحب والعطف. بالإضافة إلى ذلك، توجد أساليب فرعية متنوعة لكل من الممارسات المذكورة أعلاه، مثل الصلاة وزن.
يُعرف الألم على أنه تجربة حسية أو عاطفية غير سارة تشير إلى تلف محتمل أو فعلي في الأنسجة. قد أُجريت دراسات على الآليات الكامنة وراء الألم من أجل تطوير أساليب لتخفيف الألم المزمن. وقد أظهر بحث على التأمل أن التأمل مرتبط بمناطق معينة في الدماغ تعمل على تخفيف الإحساس بالألم بشكل عام.

## الآليات العصبية
وجد العلماء بعد دراستهم لأدمغة خبراء في التأمل أن الممارسات التأملية تؤثر على عدة مناطق في الدماغ. وأظهرت أيضًا الدراسات التي جمعت بيانات مستخدمة التصوير بالرنين المغنطيسي الوظيفي والهيكلي زيادة في نشاط القشرة الحزامية الأمامية (ACC) للأفراد الممارسين للتأمل الذهني. بالإضافة إلى ذلك ، لوحظت تغييرات وظيفية في القشرة الدماغية (PFC) وكذلك في عملية إدراك الألم في الدراسات التي استخدمت تقنية تصوير الأعصاب أثناء التأمل. كما أظهرت أبحاث التحليل التلوي باستخدام تصوير الرنين المغناطيسي الوظيفي على مختلف وسائل التأمل نشاطًا في القشرة أمام الحركية والعقد القاعدية والقشرة الجزيرية- المناطق المرتبطة بمسارات الإثابة في الدماغ والتحكم في الحركة. تبين كذلك من خلال استخدام التصوير المقطعي بالإصدار البوزيتروني (PET) والتصوير الطبي بأشعة غاما أن هناك علاقة ترابط بين التأمل ومناطق التلفيف أمام المركزي والدماغ المتوسط والفصيص الجداري السفلي والعلوي وقرن آمون الموجودة في الدماغ. علاوة على ذلك ، أظهرت نتائج دراسة استخدمت متأملين متمرسين حدوث زيادة في سماكة قشرة الدماغ (PFC).
هذا النشاط الزائد في قشرة الدماغ قد ارتبط بالألم المزمن. في دراسة قارنت نتائج التصوير بالرنين المغناطيسي لمرضى يعانون من آلم مزمن أسفل الظهر قبل العلاج وبعده بنظرائهم الأصحاء, تبين أن القشرات الدماغية أرق في سمكها عند المرضى الذين يعانون من الألم المزمن. ولكن بعد العلاج، أظهرت النتائج أن سمك القشرة الداغيه لدى هؤلاء المرضى زاد مما قلل الإحساس بالألم والإعاقة الجسدية. هناك مناطق أخرى في الدماغ تشارك في الإحساس بالألم في ما يشار إليه ب «شبكة الألم». هذه الشبكة تشمل القشرة الحسية الجسدية الأولية (SI)والفص الجزيري والقشرة الحزامية الأمامية (ACC) والمهاد. تقليل الإحساس بالألم بواسطة التأمل يتم بواسطة مسارات الدماغ المتداخلة التي تصل بين الألم والتأمل. هذه التقاطعات هي التي تسهم في تقليل الألم عن طريق تلك الوساطة.
في دراسة استخدمت تقنيتا تخطيط الدماغ المغناطيسي (MEG) والرنين المغناطيسي الوظيفي (fMRI)على متمرسين في اليوغا، وجد الباحثون أن تسجيلات تخطيط الدماغ المغناطيسي أظهرت أن موجات ألفا في مناطق الفص الجداري والفص القذالي والفص الصدغي تصل إلى ذروات أعلى عند المتأملين على عكس غير المتأملين؛ وأظهرت تسجيلات الرنين المغناطيسي حدوث تغييرات في منطقتي المهاد  والقشرة الحسية الجسدية الأولية. كما أظهرت النتائج حدوث انخفاض في الإحساس بالألم، وهو ما يتسق مع دراسات أخرى حيث وجد الباحثون حدوث إخماد في نشاط منطقة المهاد عند المتأملين المتمرسين. وفي دراسة سجلت استجابة متأملين من ذوي الخبرة والمبتدئين لمؤثرات الألم الحراري، وجد الباحثون أن المتأملين ذوي الخبرة أظهروا استجابات أقل في منطقتي قشرة الدماغ والقشرة الحزامية الأمامية، وأن المتأملين المبتدئين أيضًا انخفضت استجاباتهم في المنطقتين نفسهما بعد 5 أشهر من التدريب. بناء على ذلك، فإن انخفاض الإحساس بالألم يرجع إلى حدوث انخفاض في نشاط مناطق في الدماغ والتي تشمل شبكة الألم. وهناك أيضًا دراسة أخرى استخدمت الإمكانيات المتعلقة الحدث (ERP) أظهرت نتائجها حدوث انخفاض في نشاط القشرة الحسية الجسدية الأولية والفص الجزيري عند مجموعة المتأملين ذوي الخبرة مقارنة بغيرهم من غير المتأملين، مما أدى إلى انخفاض في الإحساس بالألم. وهذا يرجع إلى حقيقة أن الألم هو نتيجة زيادة النشاط في الفص الجزيري والقشرة الحسية الجسدية الأولية، لذا فإن خفض نشاطهما بواسطة التأمل يقلل من الإحساس بالألم.